# Studia Poradoznawcze
Studia Poradoznawcze / Journal of Counsellogy – czasopismo (rocznik) redagowane przez Naukowe Towarzystwo Poradoznawcze, wydawane przez Dolnośląską Szkołę Wyższą we Wrocławiu. 
Czasopismo powołali polscy badacze zainteresowani badaniami nad poradnictwem i poradoznawstwem. Ma umożliwiać wymianę myśli, przywoływanie refleksji teoretycznych, dostarczanie opisów doświadczeń oraz pomagać w dokonywaniu generalizacji i podsumowywań wniosków nasuwających się z analiz poradnictwa, prowadzonych w Polsce i poza jej granicami. Studia Poradoznawcze /Journal of Counsellogy wydawane są w formie papierowej i elektronicznej, w wersji dwujęzycznej (polskiej i angielskiej), jako jeden numer rocznie, począwszy od 2012 roku. Rocznik ma pięć działów: Studia i rozprawy, Opinie i komunikaty z badań, Rekomendacje dla praktyki poradnictwa, Recenzje oraz Aktualności i kronika.  Streszczenia opublikowanych prac są dostępne w międzynarodowej bazie danych The Central European Journal of Social Sciences and Humanities. Redaktorem naczelnym jest Alicja Kargulowa. Czasopismo do 2018 znajdowało się w wykazie Ministerstwa Nauki i Szkolnictwa Wyższego (część B, 9 punktów), a obecnie jest beneficjentem programu Wsparcie dla Czasopism Naukowych.